# Wei Mei-Hui
Wei Mei-Hui (18 de agosto de 1963) es una deportista taiwanesa que compitió en tenis de mesa adaptado. Ganó tres medallas en los Juegos Paralímpicos de Verano en los años 2000 y 2004.

## Palmarés internacional
| Representando a China Taipéi |                    |                   |              |
| Juegos Paralímpicos          |                    |                   |              |
| Año                          | Lugar              | Medalla           | Prueba       |
| 2000                         | Sídney (Australia) | Medalla de bronce | Equipo 4-5   |
| 2004                         | Atenas (Grecia)    | Medalla de plata  | Equipo 4-5   |
| 2004                         | Atenas (Grecia)    | Medalla de bronce | Individual 5 |